# Rodrigo de Triana

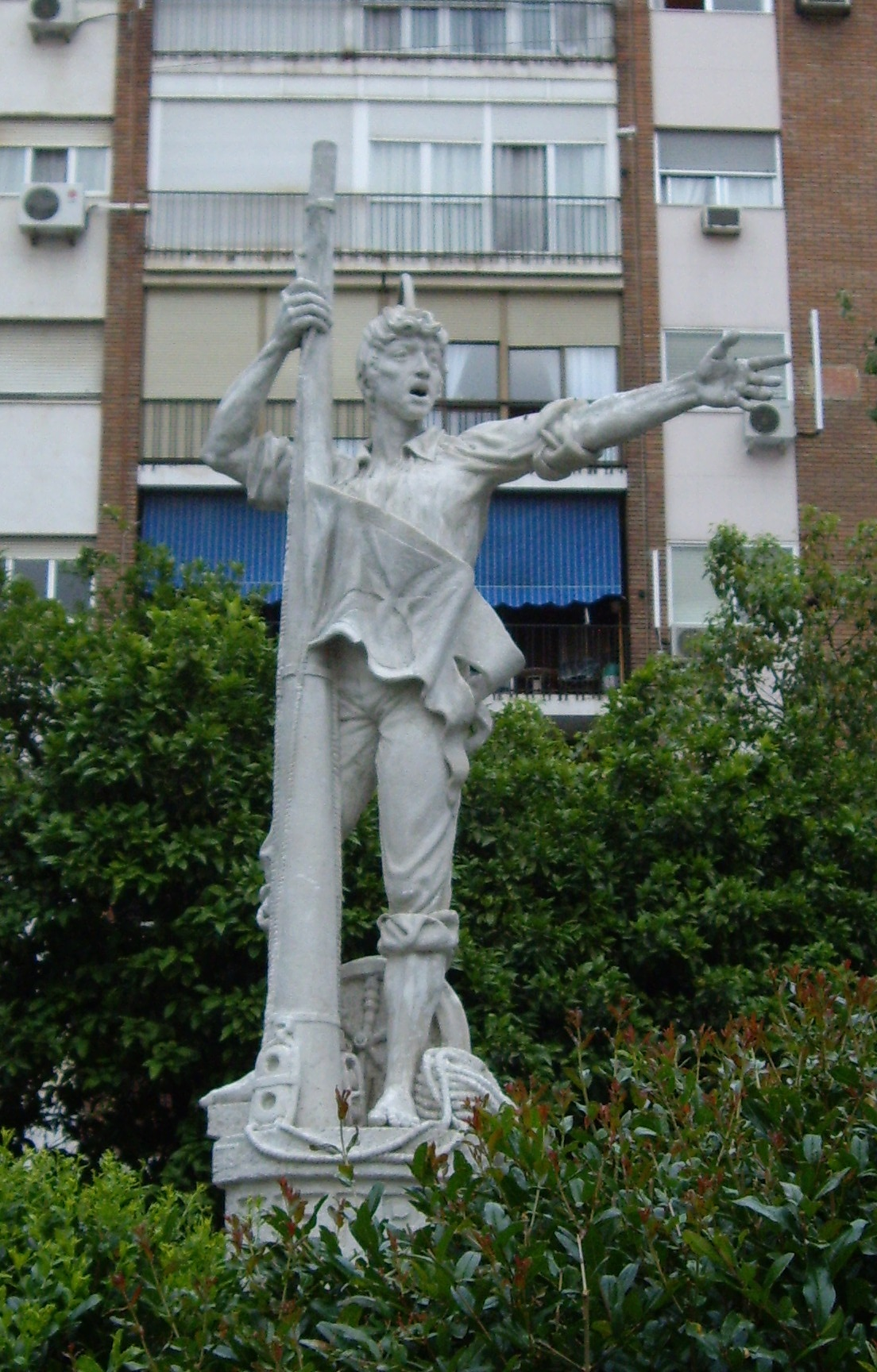
Standbeeld van Rodrigo de Triana in Sevilla

Rodrigo de Triana (eigenlijk Juan Rodríguez Bermejo, geboren in Lepe) was een bemanningslid op de Santa María tijdens Christoffel Columbus' ontdekking van Amerika.
Op 12 oktober 1492 was hij het eerste bemanningslid dat land in zicht kreeg, het eiland Guanahaní in de Bahama's. De Spaanse vorsten hadden 10.000 maravedís uitgeloofd voor de eerste die land zou zien, maar na terugkeer in Spanje werd dit bedrag aan Columbus uitgekeerd. In 1507 werd hij kapitein. Hij nam deel aan de expeditie van García Jofre de Loaísa naar de Molukken. Later, toen hij nog steeds de 10.000 maravedís niet gekregen had, verhuisde hij naar Noord-Afrika.